# بوستون (جورجیا)
بوستون، جورجیا (به انگلیسی: Boston, Georgia) یک شهر در ایالات متحده آمریکا با جمعیت ۱٬۳۱۵ نفر است که در جورجیا واقع شده‌است.

## موقعیت جغرافیایی
موقعیت جغرافیایی شهرها و مناطق اطراف به شرح زیر است: